# Buryn
Buryn (ukrainsk: Бури́нь, ukrainsk udtale: [bʊˈrɪnʲ]) er en by i Sumy oblast, Ukraine. Den er det administrative centrum for Buryn rajon. Byen har 8.476 (2020) indbyggere. Mellem 24. februar 2022 og 4. april 2022 var byen under Russisk besættelse.
Buryn er en forholdsvis lille by beliggende på bredden af floden Chasha. En dæmning over floden har skabt en betydelig sø.

## Galleri
- Bypark
- Have og gade i Buryn
- Jernbanestation
- Lokomotivmonument på Putyvl Jernbanestation